# Cellatica superiore
Il Cellatica superiore è un vino DOC la cui produzione è consentita nella provincia di Brescia.

## Caratteristiche organolettiche
- colore: rosso rubino brillante
- odore: vinoso, tipico
- sapore: sapido, asciutto, con retrogusto leggermente amarognolo

## Produzione
Provincia, stagione, volume in ettolitri
- nessun dato disponibile